# Zosima tordyloides
Zosima tordyloides är en flockblommig växtart som beskrevs av Jevgenij Korovin. Zosima tordyloides ingår i släktet Zosima och familjen flockblommiga växter. Inga underarter finns listade i Catalogue of Life.